# Cửa khẩu Tây Trang
Cửa khẩu Quốc tế Tây Trang là cửa khẩu quốc tế tại vùng đất bản Ka Hâu xã Na Ư, huyện Điện Biên, tỉnh Điện Biên, Việt Nam .
Cửa khẩu Quốc tế Tây Trang thông thương sang cửa khẩu Pang Hok , còn gọi là cửa khẩu Sop Hun (Sốp Hùn) ở huyện May tỉnh Phongsaly, CHDCND Lào .
Cửa khẩu Quốc tế Tây Trang và đèo Tây Trang là điểm cuối của quốc lộ 279 trên biên giới Việt Lào .

## Hoạt động
Cửa khẩu được áp dụng chính sách kinh tế cửa khẩu biên giới theo quyết định của chính phủ số 87/2001/QĐ-TTG ngày 07 tháng 12 năm 2001.
Cửa khẩu Tây Trang từng là điểm nóng về buôn bán ma túy từ Lào sang.